# Mięsień równoległoboczny

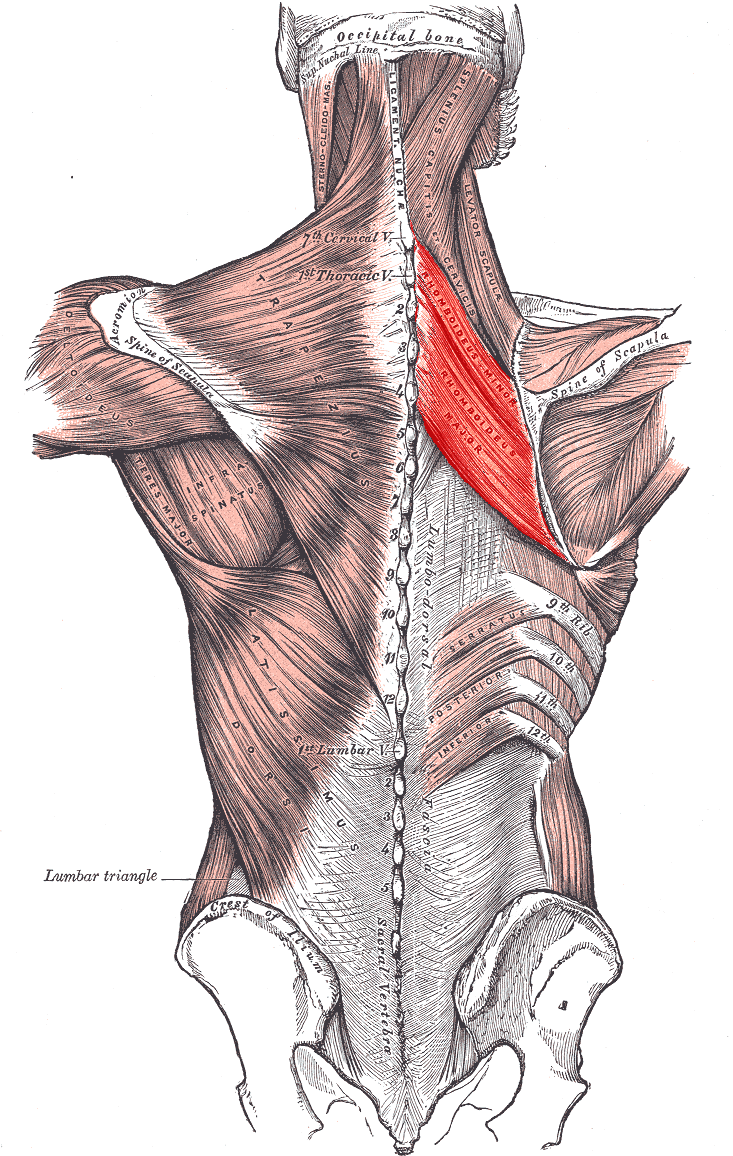
Mięsień równoległoboczny człowieka. Widok z tyłu, po prawej zdjęto mięsień czworoboczny

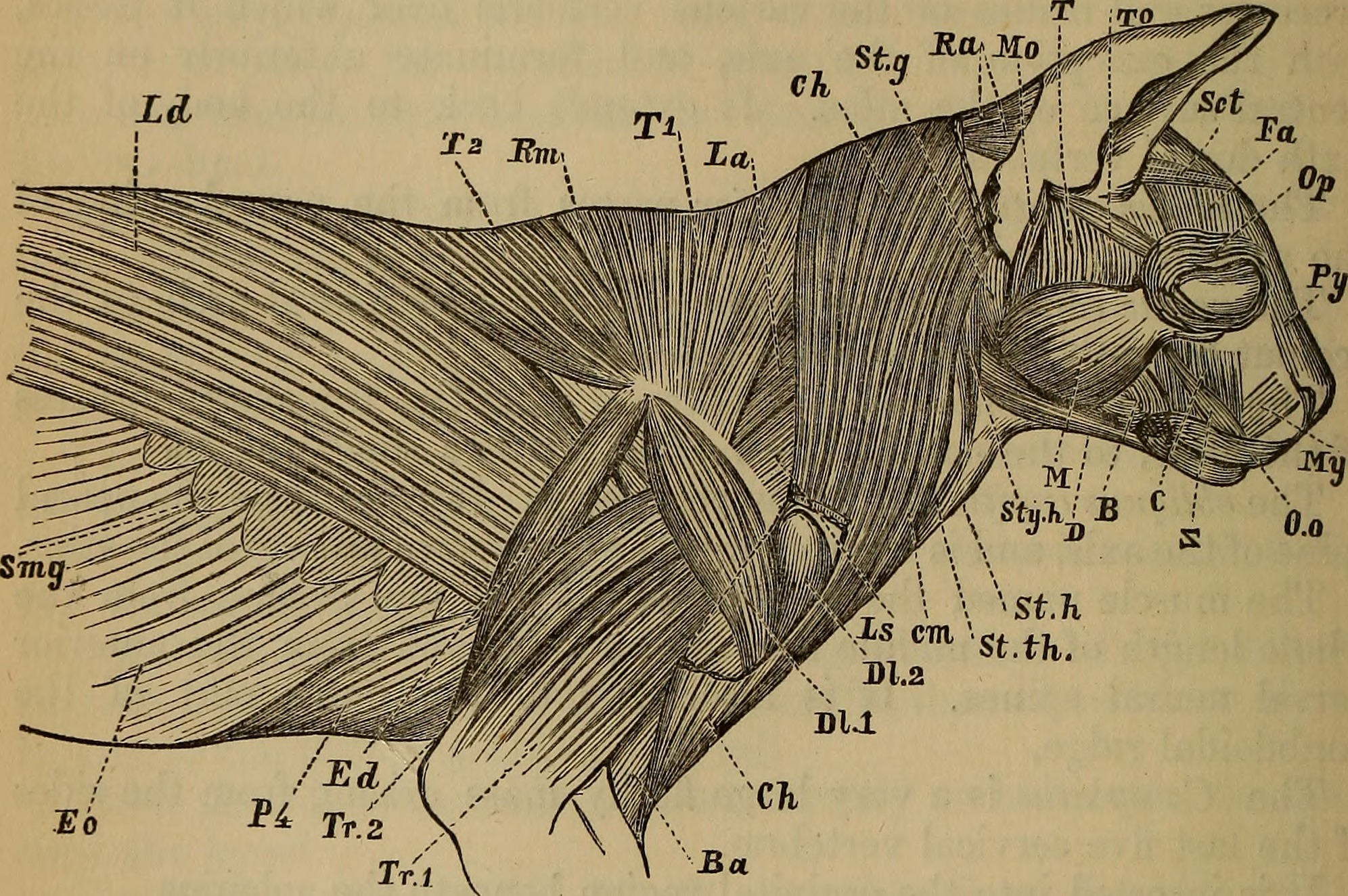
Mięśnie kota. Mięsień równoległoboczny większy oznaczony Rm, a mięsień równoległoboczny głowy Ra

Mięsień równoległoboczny (łac. musculus rhomboideus) – parzysty mięsień kręgowców, zaliczany do mięśni nadosiowych i mięśni powierzchowych grzbietu.
Mięsień ten jest u ssaków przykryty mięśniem czworobocznym i unerwiony dogrzbietowymi gałęziami nerwów szyjnych. Łączy wewnętrzną powierzchnię łopatki z okolicą karku i kłębu. Sięga od kręgów szyjnych lub kości potylicznej do wysokości szóstego i siódmego kręgu piersiowego. Wyróżnia się w jego obrębie: mięsień równoległoboczny klatki piersiowej (m. rhomboideus thoracis), mięsień równoległoboczny szyi (m. rhomboideus cervicis), a u części gatunków też mięsień równoległoboczny głowy (m. rhomboideus capitis).
U zwierząt czworonożnych pełni różne funkcje: stabilizuje łopatkę, unosi kończynę piersiową czy też ciągnie w przód podstawę łopatki, cofając wolną część kończyny. Przekazuje ruchy kończyny na stawy: szczytowo-potyliczny i szczytowo-obrotowy. Przy nieruchomej kończynie unosi szyję. U człowieka rotuje łopatkę, zbliża do kręgosłupa i nieco unosi.

## Przegląd

### Drapieżne
U drapieżnych mięśnie równoległoboczne klatki piersiowej i szyi łączy blaszka mięśniowa sięgająca siódmego lub ósmego kręgu piersiowego. Mięsień równoległoboczny głowy ma postać tasiemki wychodzącej z przedniego kąta łopatki i zakończonej na guzowatości zewnętrznej kości potylicznej.

### Parzystokopytne
U świni domowej mięśnie równoległoboczne klatki piersiowej i szyi tworzą wspólną, grubą jednostkę, zaś mięsień równoległoboczny głowy wychodzi z przedniego kąta łopatki i kończy się na guzowatości zewnętrznej kości potylicznej. U przeżuwaczy początkowe przyczepy mięśnia równoległobocznego klatki piersiowej sięgają wyrostka poprzecznego ósmego kręgu piersiowego.

### Nieparzystokopytne
U konia mięsień ten jest słabo rozwinięty, zaczyna się na tylnych ⅔ powrózka karkowego i wyrostkach kolczystych pięciu początkowych kręgów piersiowych, a kończy na przednim kącie łopatki i jej chrząstce. Na jego wewnętrznej stronie leży żółta blaszka, zwana więzadłem grzbietowo-łopatkowym.

### Naczelne
U wielu naczelnych, np. lemura katta, lori, kukangów, wyraków, ponocnic, uistiti, saki, sajmiri, makaków, gerez, koczkodanów, pawianów i orangutanów, występuje zwykle dobrze wyodrębniony musculus rhomboideus occipitalis. Odnotowano go także u sifaki, ale późniejsze sekcje go nie wykazały. Nie jest on zwykle wyróżnialny w rodzajach gibon, goryl, szympans i Homo.
U części gatunków daje się wyróżnić mięśnie: równoległoboczny większy (musculus rhomboideus major) i równoległoboczny mniejszy (musculus rhomboideus minor), podobne odpowiednio do mięśnia równoległobocznego klatki piersiowej i mięśnia równoległobocznego szyi. Taka sytuacja ma miejsce w rodzajach: uisiti, pawian, koczkodan i makak, choć nie u wszystkich gatunków. Charakterystyczna jest również dla człowieka. Nierozróżnialne są te mięśnie natomiast u lemurów katta, sifak, lori, kukangów, wyraków, ponocnic, saki, sajmiri i współczesnych człowiekowatych z wyjątkiem Homo.

#### Człowiek

Mięśnie równoległoboczne człowieka

U człowieka mięsień równoległoboczny jest powierzchownym mięśniem grzbietu należącym do grupy mięśni kolcowo-ramiennych. Przyczep początkowy ma na wyrostkach kolczystych dwóch dolnych kręgów szyjnych i czterech górnych piersiowych, a także na dolnym odcinku więzadła karkowego i na więzadle nadkolcowym. Jego włókna biegną skośnie do dołu i bocznie, przeważnie równolegle do siebie, wytwarzając szeroki, cienki, czworokątny brzusiec. Przyczep końcowy znajduje się na brzegu przyśrodkowym łopatki, przy czym mięsień równoległoboczny mniejszy zaczepia się powyżej, a większy – poniżej grzebienia łopatki. Pociąga on łopatkę, a szczególnie jej dolny kąt, do góry i przyśrodkowo do kręgosłupa. Unerwiony jest przez nerwy krótkie splotu ramiennego (nerw grzbietowy łopatki). Za jego unaczynienie odpowiadają gałąź głęboka tętnicy poprzecznej szyi i gałęzie tętnic międzyżebrowych tylnych.